# Angioplastia
La angioplastia, angioplastia con globo o angioplastia transluminal percutánea (ATP) es un procedimiento endovascular que consiste en dilatar una arteria o vena estenótica (estrecha) u ocluida con el fin de restaurar el flujo sanguíneo obstruido, típicamente para tratar lesiones arterioscleróticas, si bien puede haber otras múltiples causas.

## Técnica

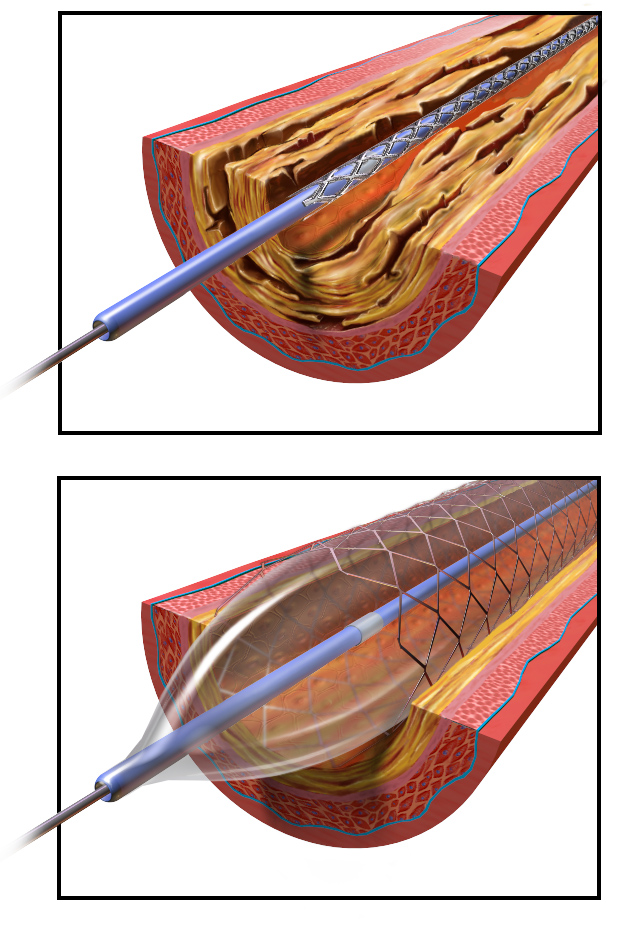
Angioplasty - Balloon Inflated with Stent - por: BruceBlaus

Se realiza introduciendo un catéter a través de una arteria (femoral, radial o braquial) hasta localizar la arteria a tratar; posteriormente se introduce a través del catéter una guía que se desliza a lo largo del vaso enfermo y situándola en el extremo distal a la oclusión. Sobre esa guía se coloca un globo que se sitúa en el segmento arterial ocluido, y se infla tantas veces como sea necesario hasta mejorar el flujo sanguíneo, en la mayoría de los casos, posteriormente se implanta un stent.Actualmente casi siempre está indicada la angioplastia con colocación de stent desnudo métalico o liberador de fármaco, debido al riesgo de reestenosis que puede suponer la angioplastia únicamente con globo. El stent liberador está recubierto de un fármaco antiproliferativo que dura aproximadamente 6 meses y que suele ser paclitaxel o sirolimus. 

## Historia

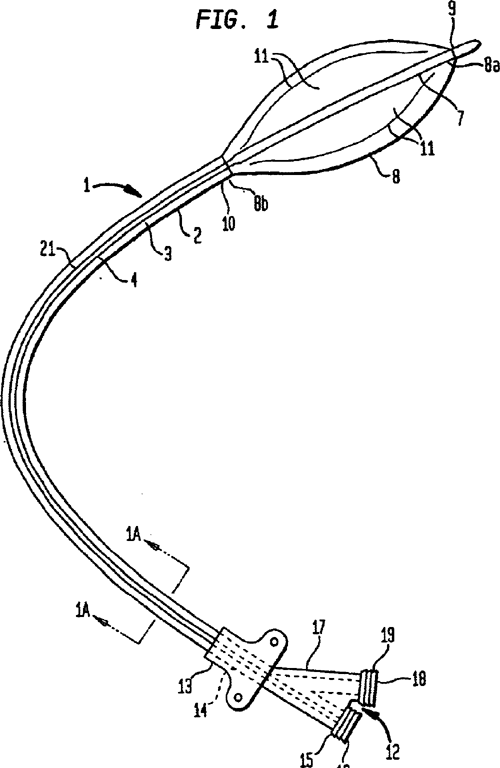
Diagrama de un catéter de globo.

En 1964, el radiólogo estadounidense Charles Dotter y Melvin Judkins, en la Universidad de Oregón, realizaron la primera angioplastia en las arterias de las piernas. Ellos acuñaron la palabra «angioplastia» (del griego angio: ‘vaso sanguíneo’, y plastia: ‘reparación’).
En 1977, Andreas Roland Grüntzig realizó la primera angioplastia coronaria con globo. Esta técnica quedó indicada para un subgrupo específico de pacientes con cardiopatía isquémica: aquellos con lesiones coronarias focales, proximales, no calcificadas y de un solo vaso, lo que llevó a su aplicación a menos de un 10 % de los casos. Esto debido a dos temidas complicaciones de este procedimiento: oclusión aguda del vaso, que solía requerir cirugía urgente (5-8 %) y la recurrencia de síntomas por la elevada incidencia de reestenosis.
Los primeros stents vasculares fueron aprobados a finales de los años ochenta, pero eran sistemas autoexpandibles con una elevada tasa de trombosis aguda. No fue hasta 1994, con la aparición del stent montado sobre globo, que se generalizó su uso. El stent es una prótesis metálica intravascular que, además de incrementar la fuerza radial del globo, proporciona un soporte mecánico que impide el prolapso de la placa hacia la luz del vaso y fija el endotelio vascular, que queda generalmente disecado tras la angioplastia.
Esto mejoró de manera drástica la seguridad del intervencionismo coronario, pero la generalización de su uso posiblemente se debió a los resultados mostrados a largo plazo por los primeros ensayos clínicos, con un descenso de la tasa de reestenosis cercana al 50 % de la angioplastia convencional con globo hasta menos de una cuarta parte de los casos.
Los buenos resultados a largo plazo, unidos al desarrollo del diseño y características técnicas, con perfiles de cruce y navegabilidad cada vez mejores, lograron que esta técnica fuese aplicable a finales de los años noventa a pacientes con anatomías coronarias más complejas (enfermedad de tronco común, enfermedad multivaso, enfermedad difusa), desplazando a la cirugía como método de revascularización de elección y reservándola para casos específicos de alto riesgo (fracción de expulsión baja, enfermedad de tres vasos en diabéticos).
En la actualidad, la angioplastia es una de las operaciones más comunes, y no requiere gran intervención ni permanecer un período postoperatorio en el hospital.
En 1999, el 2 de febrero, desde Buenos Aires, Argentina, en el Instituto de Diagnóstico y Tratamiento, el cardiólogo intervencionista Luis de la Fuente, también ex profesor Visitante de la Universidad de Stanford, con Simón Stertzer, colocó mediante angioplastia coronaria el primer stent liberador de medicamento en la historia. (Ver Journal of Intervenional Cardiology).